# Осек (Свентокшиське воєводство)
О́сек (пол. Osiek) — місто в південно-західній Польщі.
Належить до Сташовського повіту Свентокшиського воєводства.

## Демографія
Демографічна структура станом на 31 березня 2011 року:
|          | Загалом | Допрацездатний вік | Працездатний вік | Постпрацездатний вік |
| -------- | ------- | ------------------ | ---------------- | -------------------- |
| Чоловіки | 993     | 201                | 666              | 126                  |
| Жінки    | 1011    | 201                | 590              | 220                  |
| Разом    | 2004    | 402                | 1256             | 346                  |